# Голубиная охота

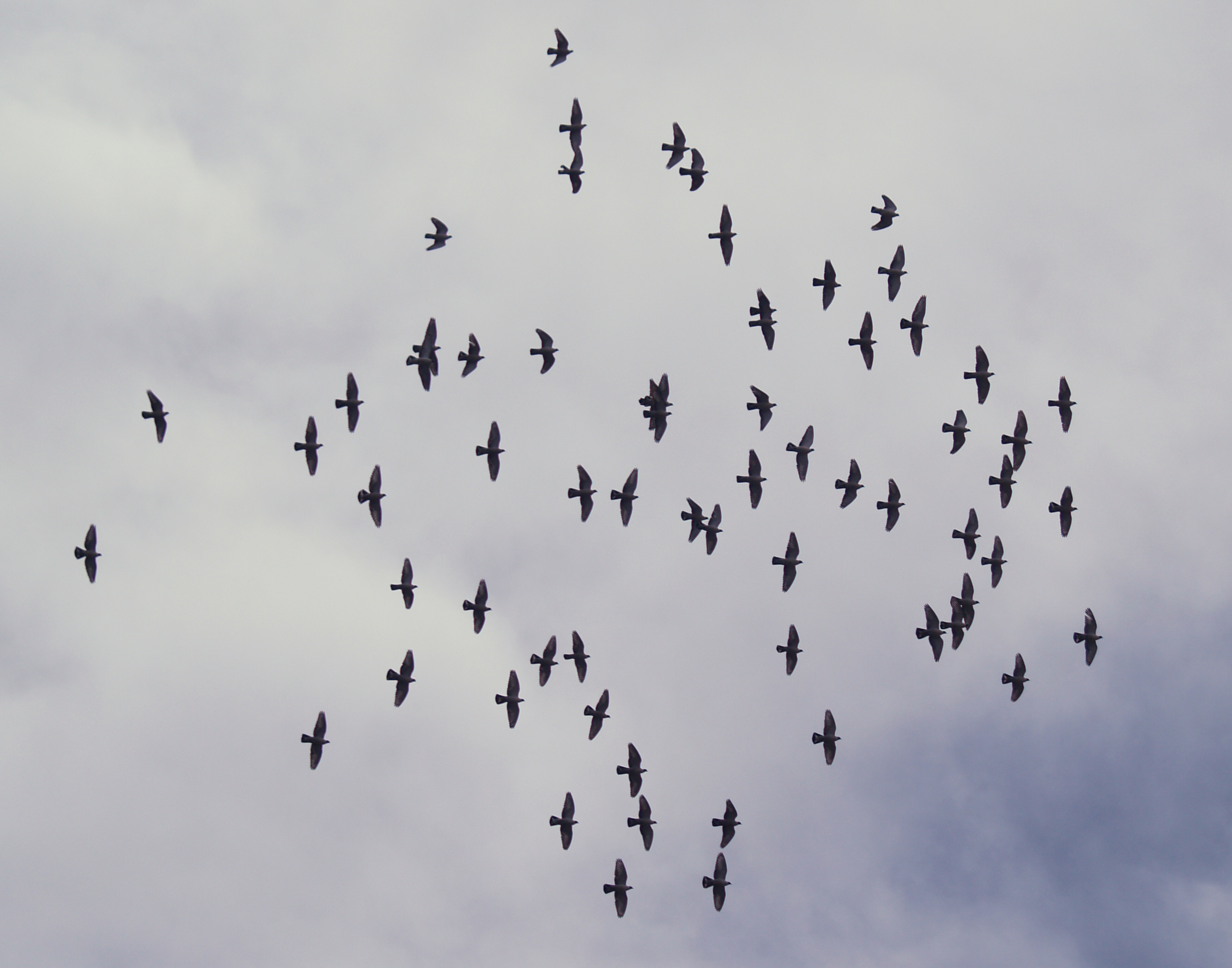
Голуби

Голубиная охота — исторический вид охоты, бывший популярным в Российской империи.

## История
Голубиная охота возникла за много лет до нашей эры и существует до настоящего времени. В конце XIX — начале XX века в городе Лондоне имелось несколько специальных голубиных клубов, которые не ограничивались одним спортом, но преследовали вместе с тем и научные цели; в России же голубиная охота, как правило, не выходит за пределы забавы.
Русская голубиная охота разделяется на гонную, направленную к развитию и усовершенствованию полета голубей, и на водную, в которой добиваются красоты и поддержания породы в голубях, не заботясь об их летательной способности.
Для охоты разводят две главные породы голубей: чистых и турманов. Чистые голуби происходят от обыкновенных сизых голубей и разделяются на оловянистых, белопоясых, кружастых, мазуристых, чиграшей и др., отличающихся от сизых голубей преимущественно окраскою и нежностью форм. Турмана по цвету делятся на черных (грачей, галочек), белых и красных (жарых и лентистых); из породы красных турманов произошла наиболее ценная разновидность «московских серых, или водных, турманов». Не касаясь последних, описание которых следует ниже, внешняя отличительная особенность всех вообще турманов заключается в том, что они меньше, нежнее и ниже чистых голубей на ногах; ширина головы у них равна длине ее, клюв крошечный, похожий формою на нос щегленка, вокруг глаз белый ободок.
По полету чистые голуби отличаются от обыкновенных сизых способностью быстро подниматься вверх на более или менее мелких кругах, иногда так высоко, что на несколько минут их вовсе не видно, и затем так же быстро опускаться вниз; при этом одни голуби делают круги вправо и в таком случае называются правиками, другие же влево и называются левиками; некоторые голуби, поднимаясь, кружатся в одну сторону, опускаясь же — в другую («обратное кружение»). Наиболее ценится «повивное мелкое летанье», при котором птица поднимается точно около поставленного шеста; такие голуби называются иногда катунами.
Турмана отличаются способностью кувыркаться или перевертываться в воздухе («круткою»), через голову, иногда через хвост или через крыло. Перед кувырканьем голубь хлопнет крыльями и «залещит», т. е. проплывет в воздухе, затем же, сложив крылья и перегнувшись кольцом, так что хвост касается головы, падает так быстро, кувыркаясь через голову, что получает вид вертящегося кольца. Иные перевертываются повыше в воздухе, другие же проделывают это внизу и иногда чуть не ударяются о крыши. Бывают такие турманы (напр., бессарабские двучубые), которые с огромной высоты кувыркаются до самой земли и нередко разбиваются об неё насмерть, обыкновенно же, перевернувшись раз десять и более, турмана опускаются на крышу уже на крыльях. В старину турмана будто бы поднимались прямо вверх — «жаворонком», так что можно было следить за их полетом, поставив на землю вместо зеркала таз с водою и затем при падении подхватывать их на протянутую простыню. 

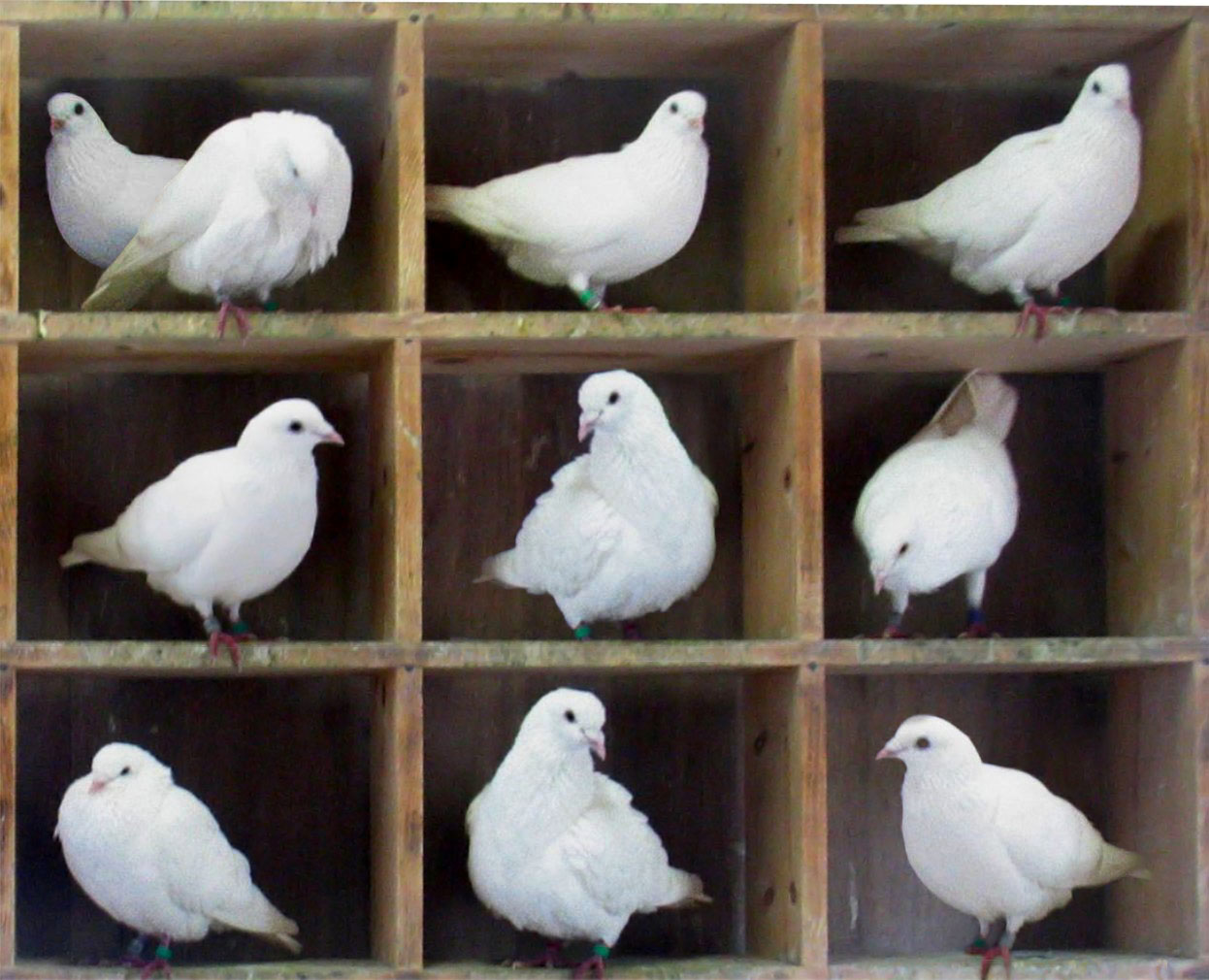
Голубятня

Русские охотники содержат голубей большею частью в голубятнях, устраиваемых на чердаках. У слухового окна отгораживают комнату, разделяемую перегородками (иногда из сети) на несколько помещений, из которых одно, называемое отсадком, предназначается для наиболее ценных или недавно пойманных голубей. Вокруг стен устраивают гнезда или в виде ящиков, или в виде стойл, в углах прилаживают жерди, пол посыпается песком и на него ставится вода и корм (конопляное семя, ячмень, чечевица, гречиха, овёс, иногда рожь). К слуховому окну приделывается лесенка, снаружи же устраивается «приполок», нечто вроде балкона, иногда даже с перилами. На крыше настораживаются «тайники» — сети для крытия голубей, веревки от которой проводятся в голубятню. Прежде чем гонять голубей, их приучают к дому. Для этого молодым голубям делают «вязки», т. е. сшивают в крыльях летательные перья, старым же делают «резки», т. е. обрезают те же перья. Когда голуби оглядятся в голубятне, их начинают выпускать на крышу и кормят там, перегоняя с места на место и загоняя обратно в голубятню особым шестиком (хлыстом). Затем голубей выпускают на крышу, уже сняв с них вязку, и наконец в тихую, безветренную погоду вспугивают их с крыши «махалкою» (шестиком с навязанною тряпкою), дозволив им минут через пять присесть. Начиная гонять, замечают, в какое крыло птица «кружает», и отделяют правиков от левиков.
Сама охота с гонными чистыми голубями заключается в том, что сперва спугивают, например, правиков и когда они, поднявшись на огромную высоту, собираются лететь обратно, вспугивают левиков, которые, забирая кругами в противоположную от правиков сторону, также чуть не скрываются из виду. Перед спуском голубей, чтобы скорее заманить их домой, выпускают «на усад» смирного остававшегося дома голубя.
Соревнование между гонными охотниками выражается, как правило, в ловле чужих голубей. Очень часто чужие голуби вмешиваются в стаю, выпущенную из голубятни, и вместе с нею спускаются на крышу, где их и кроют упомянутыми выше тайниками. Гораздо интереснее ловля голубей при помощи «скакуна». Скакунами называются такие голуби, которые имеют способность, увидев чужого голубя, — «соскакивать» к нему, т. е. лететь к нему и вместе c ним улетать. Проблуждав с ним иногда несколько часов, скакун начинает тянуть его в свою сторону, то стремительно бросаясь напрямик, то описывая вокруг него круги, и усаживает-таки на свою крышу, предоставляя охотнику покрыть его тайником. Скакуны ценятся очень дорого. Пойманная птица сажается в отсадок и выпускается на крышу, а тем более гоняется, только тогда, когда окончательно привыкнет к новому месту.
Гонная охота с турманами считается менее увлекательной, так как голуби эти не летают стаей; выпущенные, они разлетаются во все стороны, поэтому следить за ними очень сложно. Из гонных голубей для водной охоты употребляются преимущественно кружастые и турмана, затем голуби бухарские, огнистые, трубастые, козырные, египетские дутыши и другие, которые для гонной охоты вовсе не годятся. Старинные охотники для разведения породы лучших гонных голубей засаживали в отсадок и, дорожа ими, не выпускали летать. Последующие поколения охотников мало-помалу увеличивали отсадки и дошли до того, что у водных охотников вся голубятня представляет собой большой отсадок, без выпуска на крышу.
Наибольшее значение в водной охоте, имеющей исключительною целью разведение красивых и породистых голубей, получили турманы, из которых московские охотники путём подбора вывели новую породу «московских серых, или водных, турманов». Название серых они получили по сероватому оттенку на заплечиках или спине; цвет же их бывает обыкновенно бурый, иногда с красным или фиолетовым оттенком, и только реже чало-серый с буроватым оттенком; концы крыльев всегда белые; хвост, начиная с половины спины, седой, брюшко и подкладка крыла — серо-белые, на голове белые отметины. Отличительные признаки их сложения заключаются в среднем росте, красивом корпусе, отвислых крыльях, немного приподнятом кверху хвосте, низких, красных, довольно толстых ногах, длинной, тонкой, красиво изогнутой шейке, сухой, правильногранной голове, представляющей собой нечто вроде кубика, тёмных глазах, окружённых широкими белыми веками, и тупом, очень коротком, красиво посаженном клюве. Так как серых турманов держали постоянно взаперти, то они почти утратили летательную способность, не отличаются крепким телосложением, малоплодовиты, плохо выводят детей и еще хуже вскармливают их, вследствие чего птенцов для выкормки их перекладывают обыкновенно к гонным, дешевым голубям.
Соревнование между водными охотниками происходили на особых конкурсах, которые стали устраиваться в Москве с шестидесятых годов девятнадцатого века, в Петербурге ещё позже. На этих конкурсах установливались отличительные признаки состязающейся породы и выдавались призы за лучшие экземпляры. Конкурсы повлияли на стоимость голубей, и известны случаи оценки серых турманов до 400 рублей за вполне красивую, породистую птицу.

Особое место в голубиной охоте следует уделить традициям выпускать осенью голубиную стаю под дикого ястреба. Наиболее знаменитой породой  в этом направлении стал ЧИСТОПОЛЬСКИЙ ГОЛУБЬ (он же Простолет, Простой, Зимний). Его разводят на реке Каме в г. Чистополь, в 120 км от Казани. 
О такого рода голубиной охоте можно привести цитату: В предисловии Виталия Бианки к  книге Марка Гроссмана "Птица-Радость", говорится: "Охота — это совсем не только убивать птиц и зверей. Это прежде всего сильное желание, страстная любовь, — целыми днями, выбиваясь из сил, бродить с ружьём по лесам и болотам, или часами терпеливо сидеть с удочкой над рекой, или, встав чуть свет, по холодной росе идти брать грибы. И, может быть, самая удивительная — бескровная голубиная охота".   

После Октябрьской революции популярность данного вида охоты сошла на нет.